# Yeomni-dong
Yeomni-dong (koreanska: 염리동) är en stadsdel i stadsdistriktet Mapo-gu i Sydkoreas huvudstad Seoul.